# دنبان منثني
دنبان منثني (الاسم العلمي:Brachypodium flexum) هو نوع من النباتات يتبع جنس الدنبان من الفصيلة النجيلية.